# Émetteur de Wavre
 (février 2021).
La mise en forme du texte ne suit pas les recommandations de Wikipédia : il faut le « wikifier ».
Les points d'amélioration suivants sont les cas les plus fréquents. Le détail des points à revoir est peut-être précisé sur la page de discussion.
- Les titres sont pré-formatés par le logiciel. Ils ne sont ni en capitales, ni en gras.
- Le texte ne doit pas être écrit en capitales (les noms de famille non plus), ni en gras, ni en italique, ni en « petit »…
- Le gras n'est utilisé que pour surligner le titre de l'article dans l'introduction, une seule fois.
- L'italique est rarement utilisé : mots en langue étrangère, titres d'œuvres, noms de bateaux, etc.
- Les citations ne sont pas en italique mais en corps de texte normal. Elles sont entourées par des guillemets français : « et ».
- Les listes à puces sont à éviter, des paragraphes rédigés étant largement préférés. Les tableaux sont à réserver à la présentation de données structurées (résultats, etc.).
- Les appels de note de bas de page (petits chiffres en exposant, introduits par l'outil «  Source ») sont à placer entre la fin de phrase et le point final[comme ça].
- Les liens internes (vers d'autres articles de Wikipédia) sont à choisir avec parcimonie. Créez des liens vers des articles approfondissant le sujet. Les termes génériques sans rapport avec le sujet sont à éviter, ainsi que les répétitions de liens vers un même terme.
- Les liens externes sont à placer uniquement dans une section « Liens externes », à la fin de l'article. Ces liens sont à choisir avec parcimonie suivant les règles définies. Si un lien sert de source à l'article, son insertion dans le texte est à faire par les notes de bas de page.
- La présentation des références doit suivre les conventions bibliographiques. Il est recommandé d'utiliser les modèles {{Ouvrage}}, {{Chapitre}}, {{Article}}, {{Lien web}} et/ou {{Bibliographie}}. Le mode d'édition visuel peut mettre en forme automatiquement les références.
- Insérer une infobox (cadre d'informations à droite) n'est pas obligatoire pour parachever la mise en page.

Pour une aide détaillée, merci de consulter Aide:Wikification.
Si vous pensez que ces points ont été résolus, vous pouvez retirer ce bandeau et améliorer la mise en forme d'un autre article.

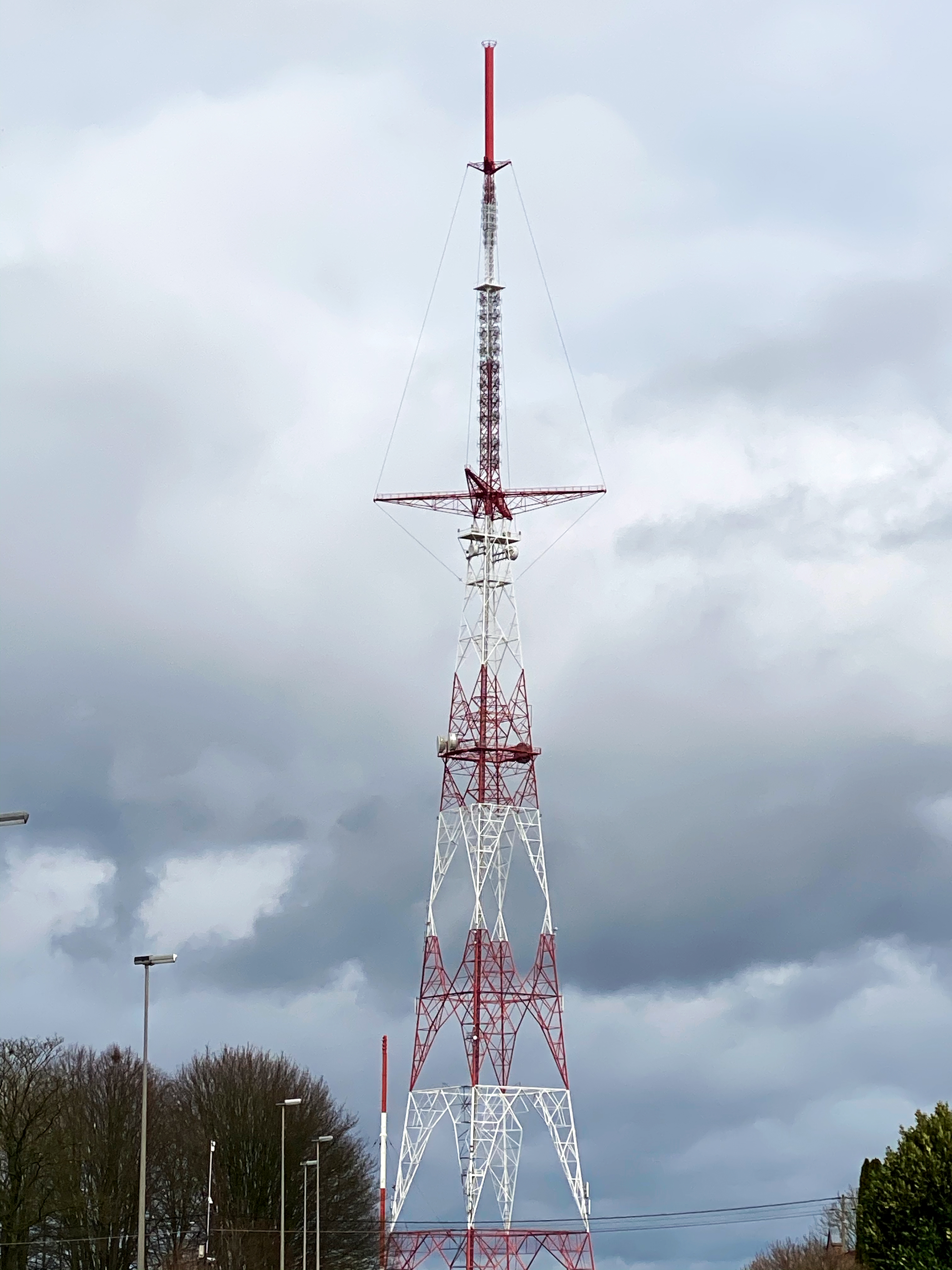
Pylône restant du centre-émetteur de Wavre

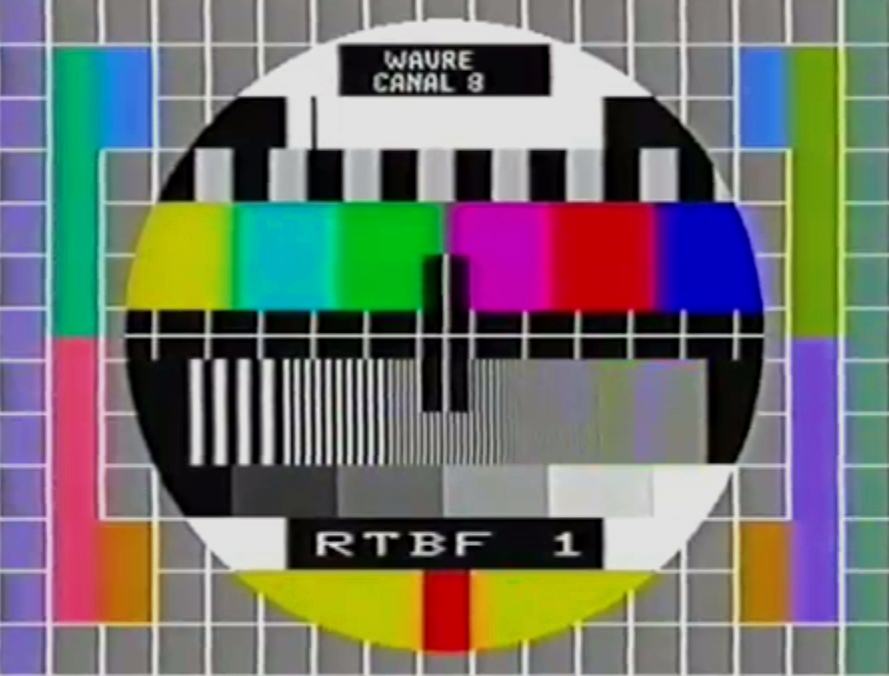
Mire Wavre Canal 8 RTBF 1

L'émetteur de Wavre est un pylône d’émission radio et télévision situé dans la ville belge de Wavre, en Région wallonne, à proximité de la commune d’Overijse, en Flandre. Il est exploité par la RTBF, le service public audiovisuel belge francophone.
Le site est composé d’un pylône de 245 mètres. Celui-ci abrite trois émetteurs FM, un émetteur DVB-T, deux émetteurs DAB+ pour la RTBF ainsi que des antennes pour les différents opérateurs mobiles et des faisceaux hertziens.

## Un véritable centre-émetteur
Outre le pylône de 245 mètres, un autre mât de 250 mètres, droit, supportait l’antenne d'émission pour la fréquence moyenne 621 kHz. Jusqu’en 2008, il était également utilisé pour l’émetteur de Radio 2 sur 540 kHz. La diffusion de RTBF international sur 621 kHz a cessé le 31 décembre 2018.
Les deux fréquences, 540 kHz pour le service en néerlandais et 621 kHz pour le service en français, ont permis d'atteindre une grande partie de l'Europe centrale et occidentale. Cela permettait également une facilité d’écoute du programme flamand en Wallonie et du programme francophone en Flandre.
En outre, il existait également un mât émetteur de 90 mètres de haut pour les ondes moyennes. Plusieurs antennes directionnelles et une antenne rideau existaient pour la diffusion en ondes courtes, qui a été abandonnée entre-temps.
Fin 2020, des travaux ont commencé pour démonter les antennes ondes courtes. Les deux pylônes ondes moyennes ont été dynamités le 10 février 2021.

## Destruction du pylône TV UHF (RTBis/TÉLÉ2) en 1983
Le 13 octobre 1983, la tour de transmission haubanée de télévision de Wavre (CANAL 28 UHF) haute de 315 mètres, a été détruite par une tempête. En mai 1990, elle a été remplacée par un nouveau pylône UHF (Ayant servi aux transmissions UHF ANALOGIQUES  de TÉLÉ 2/ LA2 et CANAL+ BELGIQUE ). l’actuel et historique pylône auto-portant  de 245 a traversé les décennies et continue ses transmissions .

## Incendie en 2014
Le pylône principal a été endommagé par un incendie criminel commis dans la nuit du 24 au 25 mai 2014. Les différents émetteurs qui étaient hébergés sur ce pylône ont cessé d’émettre pendant plusieurs semaines. Un mât de grue temporaire a permis durant cette période une couverture très partielle.

## Émetteurs et fréquences

### FM
| Fréquence (MHz) | Station  | RDS PS   | RDS PI | Programme régional | PAR (kW) | Directivité | Polarisation horizontale (H)/verticale (V) |
| --------------- | -------- | -------- | ------ | ------------------ | -------- | ----------- | ------------------------------------------ |
| 96,1            | La 1ère  | La_1ere_ | 6351   | −                  | 35       | ND          | H/V                                        |
| 97,3            | Vivacité | VIVACITE | 6352   | Brabant Wallon     | 0,5      | D (60–20°)  | V                                          |
| 101,1           | Tipik    | Tipik___ | 6355   | −                  | 50       | ND          | H/V                                        |

### Ondes moyennes
Jusqu’au 31 décembre 2018 :
| Fréquence (MHz) | Station            | PAR (kW) | Directivité | Polarisation horizontale (H)/verticale (V) |
| --------------- | ------------------ | -------- | ----------- | ------------------------------------------ |
| 621             | RTBF International | 300      | ND          | V                                          |

### DAB+ (Radio numérique terrestre)
Les émetteurs sont diffusés en polarisation verticale. La grande majorité des stations est proposée en HE-AAC stéréo 96kbps.
| Bloc                    | Stations | PAR (kW) | Directivité | Synchronisé avec les émetteurs (SFN)        |
| ----------------------- | --- | -------- | ----------- | ------------------------------------------- |
| 6D Bxl-BW 2 (BELCF002)  | - Antipode - BRF 1 (48kbps) - BRF 2 (48kbps) - DAB Info - Fun Radio Belgique - Jam. - LN Radio - Musiq3 - Nostalgie+ - NRJ+ - Tipik - TARMAC                                                                                | 1,7      | ND          | Bruxelles, Ronquières et Leeuw-Saint-Pierre |
| 11D Bxl-BW 1 (BELCF302) | - 1RCF Belgique - Bel RTL - BX1 - Classic 21 - La 1ère - Nostalgie Belgique - NRJ Belgique - Radio Contact - Sud Radio Belgique - Viva+ - Vivacité (Bruxelles et Brabant wallon) - Viva Sport (Bruxelles et Brabant wallon) | 1,7      | ND          | Bruxelles, Ronquières et Leeuw-Saint-Pierre |

Avant 2019:
| Bloc                    | Multiplex | PAR (kW) | Directivité |
| ----------------------- | --------- | -------- | ----------- |
| 12A VRT DAB (BEL10001)  | VRT DAB   | 1        | ND          |
| 12B RTBF DAB (BEL20001) | RTBF DAB  | 2        | ND          |

### DVB-T2 (TNT)
| Canal | Fréquence (MHz) | Multiplex | Chaines |
| ----- | --------------- | --------- | --- |
| 42    | 642             | RTBF      | - la une - Tipik - la trois - BRF TV - Radio: La Première - Radio: Vivacité - Radio: Musiq3 - Radio: Classic 21 - Radio: Tipik - Radio: BRF 1 |

### Télévision analogique
Le pylône principal a hébergé trois émetteurs analogiques. Les deux émetteurs de la RTBF ont été arrêtés le 1er mars 2010, celui de Be 1 le 31 décembre 2009.
| Canal | Fréquence (MHz) | Chaine  | PAR (kW) | Directivité | Polarisation horizontale (H)/verticale (V) |
| ----- | --------------- | ------- | -------- | ----------- | ------------------------------------------ |
| 8     | 196,25          | RTBF 1  | 100      | ND          | H                                          |
| 28    | 527,25          | la deux | 500      | ND          | H                                          |
| 50    | 703,25          | Be 1    | 500      | ND          | H                                          |